# Fluorure d'yttrium-lithium dopé au néodyme
Le fluorure d'yttrium-lithium dopé au néodyme (Nd:YLF) est un milieu amplificateur pour les lasers à l'état solide pompés par lampe à arc et par diode laser. Le cristal YLF (LiYF4) est naturellement biréfringent, et les transitions laser couramment utilisées se produisent à 1047 nm et 1053 nm.
Il est utilisé dans les systèmes Q-switched en partie en raison de à sa durée de vie relativement longue en fluorescence. Comme pour les lasers Nd:YAG, la génération d'harmonique est fréquemment employée dans les lasers Nd:YLF Q-switched pour produire des longueurs d’onde plus courtes. Une application courante des impulsions Nd:YLF doublées en fréquence est de pomper des amplificateurs d’impulsions chirpés Ti:Saphir ultrarapides.
Le YLF dopé au néodyme peut fournir des énergies d’impulsion plus élevées que le Nd:YAG pour des taux de répétition de quelques kHz ou moins. Par rapport au Nd:YAG, le cristal Nd:YLF est très fragile et se fracture facilement. Il est également légèrement soluble dans l’eau - une tige laser YLF peut se dissoudre très lentement dans l’eau de refroidissement qui l’entoure.

## Propriétés physiques et chimiques
Matériau : Nd:LiYF4
- Module d'élasticité : 85 GPa
- Structure cristalline : tétragonale
- Paramètres de maille : a = 5,16 Å , c = 10,85 Å
- Point de fusion : 1092 K
- Dureté Mohs : 4~5
- Masse volumique : 3990 kg/m3
- Conductivité thermique : 6,3 W/m/K
- Chaleur spécifique : 790 J/kg/K